# Улица Менделеева (Великий Новгород)
Улица Менделе́ева — одна из улиц Великого Новгорода. Находится в западной части города, в Завокзальном районе.
Проходит с севера на юг от проспекта Корсунова до улицы Химиков.  Протяжённость — 625 м.
Является одной из первых улиц, проложенных в западном районе Новгорода. Была образована решением Новгорисполкома от 21 мая 1964 года. Застроена административными зданиями и многоквартирными домами, предназначавшимися для работников Объединения «Азот».
На улице находятся: Дом мировой юстиции, 2 корпус «Технологического Колледжа» (Бывшее ПТУ № 15) и Медицинский центр «Акрон».

## Транспорт
По улице Менделеева, как и по Химиков, ходит один автобус - 35А. Автобус ходит исключительно по будням, с небольшим интервалом. 